# Тапажос
Тапажос (порт. Tapajós) — річка у центральній Бразилії протікає у штатах Амазонас та Пара, а у верхній течії — Мату-Гросу; права притока Амазонки. Належить до водного басейну Атлантичного океану.

## Географія
Річка починає свій витік на високому плато в муніципалітеті Діамантино, після злиття двох річок: Телес-Пірес (Сан-Мануель) та Журуєна, які в свою чергу беруть початок на височині Сєрра-дус-Паресіс і течуть по сильно порожистій ділянці через західну область Бразильського нагір'я.
Тапажос тече в північно-східному напрямку, через територію штатів Амазонас та Пара по Амазонській низовині, також утворюючи пороги; в нижній течії ширина русла сягає 15 км. Впадає у річку Амазонку з правого берега поблизу міста Сантарен. Річка має довжину 810 км, а разом із річкою Телес-Пірес має довжину 2 291 км. Площа басейну становить 487 тис. км², за іншими даними — 490 тис. км². Середньорічна витрата води у гирлі становить 13 000 м³/с (за іншими даними 15 500 м³/с).
Живлення дощове, повінь із листопада по березень з підйомом рівня води у нижній течії до 7-8 м. З травня по жовтень річка відносно маловодна. Судноплавна на ділянці 300 км від гирла до міста Сан-Луїс.

## Притоки
Річка Тапажос на своєму шляху приймає воду великої кількості приток, найбільші із них (від витоку до гирла):
- Журуєна (ліва складова, довжина 1 240 км (1 180 км), басейн 190 940 км², стік 4 360 м³/с)
- Телес-Пірес (Сан-Мануель, права складова, 1 370 км, 154 833 км², 3 980 м³/с)
- Куруру (права, 320 км, 9 500 км², 200 м³/с)
- Кадаірірі (права, 150 км)
- Тропес (права, 150 км, 5 300 км², 120 м³/с)
- Крепорі (права)
- Жаманшин (права, 620 км, 49 500 км², 1 500 м³/с)
- Купарі (права, 130 км, 5 900 км²)
- Арапіунс (ліва, 250 км, 7 100 км², 2 150 м³/с)

## Гідрологія
Спостереження за водним режимом річки проводилось протягом 20 років (1975–1994) на гідрометричній станції Барра Сан Мануель-Жусанте, в бразильському штаті Пара. Станція розташована вниз за течією після впадіння річки Телес-Пірес (Сан-Мануель), і приблизно за 800 км від впадання самого Тапажосу в Амазонку. Середньорічна витрата води яка спостерігалася тут у цей період становила 8 342 м³/с для водного басейну 348 344 км². За період спостереження, мінімальний щомісячний стік становив 2 900 м³/с (у вересні), в той час як максимальний — склав 20 291 м³/с (в березні).
На графіку приведено показники середньомісячної витрати води річки Тапажос за 20 років спостереження (1975–1994) на гідрометричній станції Барра Сан Мануель-Жусанте, м³/с:

## На річці
На річці розташовані міста Ітайтуба, Сан-Мартін, Сантарен, Авейру. Поруч із містом Ітайтуба на березі річки розташовується національний парк Амазонія. Недалеко від витоків приток Тапажос, поблизу міста Аренаполіс міститься полюс недосяжності Південної Америки.